# Oxypoda vancouveri
Oxypoda vancouveri är en skalbaggsart som beskrevs av Klimaszewski in Klimaszewski och Winchester 2002. Oxypoda vancouveri ingår i släktet Oxypoda och familjen kortvingar. Inga underarter finns listade i Catalogue of Life.